# Louis Jounault
Louis Jounault est un homme politique français né le 2 avril 1748 à Thouars (Deux-Sèvres) et mort le 19 mai 1816 au même lieu.

## Biographie
Avocat à Thouars, il est procureur syndic du district et député des Deux-Sèvres de 1791 à 1792, siégeant dans la majorité. Il participe en 1795 aux négociations avec les vendéens. Il échoue, en l'an V, aux élections pour le Conseil des Anciens et échoue encore en 1812.

## Sources
- « Louis Jounault », dans Adolphe Robert et Gaston Cougny, Dictionnaire des parlementaires français, Edgar Bourloton, 1889-1891 [détail de l’édition]